# Jeremy Bergman
Jeremy Bergman (né le 5 septembre 1992 au New Jersey) est un acteur américain. Il a commencé à tourner dès l'âge de 3 ans dans des publicités, il est surtout connu pour son rôle de Charlie Yokas, le fils de Faith Yokas dans la série télévisée New York 911.

## Filmographie

### Télévision
- 1999 : New York, unité spéciale (saison 1, épisode 1) : Nicholas Stevens
- 1999 - 2004: New-York 911 (Third Watch): Charlie Yokas
- 2004 : Une famille pour la vie : Waylon Moore
- 2006 : New York, unité spéciale (saison 8, épisode 2) :  Andy Lema